# ارکیده‌های کیسه‌ای
ارکیده‌های کیسه‌ای (نام علمی: Robiquetia) نام یک سرده از خانواده ثعلبیان است.